# Arma de fuego impresa en 3D

La bandera Come and Take It (Carpeta), un símbolo utilizado por Deterrence Dispersed (ahora Gatalog), así como por los defensores y aficionados a las armas impresas en 3D.

Un arma de fuego impresa en 3D es un artefacto de fuego que se produce parcial o principalmente mediante una impresora 3D. Mientras que las armas impresas en plástico están vinculadas a dispositivos improvisados o a la política de control de armas, las armas de fuego de metal producidas digitalmente están más relacionadas con la fabricación comercial o con experimentos en el diseño tradicional de dispositivos de fuego.
Aunque es posible crear armas de plástico completamente impresas, tienden a tener vidas útiles cortas. En la actualidad, la cultura de las armas impresas en 3D se centra más en la impresión de armazones y receptores de armas de fuego comunes, y en el uso de componentes comerciales estándar, como un mecanismo de acción y un cañón. Las partes metálicas pueden ser fabricadas o adquiridas en forma de kit de piezas.
Aunque las piezas impresas en 3D se utilizan en el desarrollo y la producción de armas de fuego convencionales, es más común encontrar referencias a ellas en el contexto de la política de armas de fuego estadounidense. Las partes impresas en 3D complican los debates en torno a la prohibición de cargadores de alta capacidad y armas de asalto, así como las regulaciones federales recientes, como la normativa de la ATF sobre culatas para pistolas.

## Historia

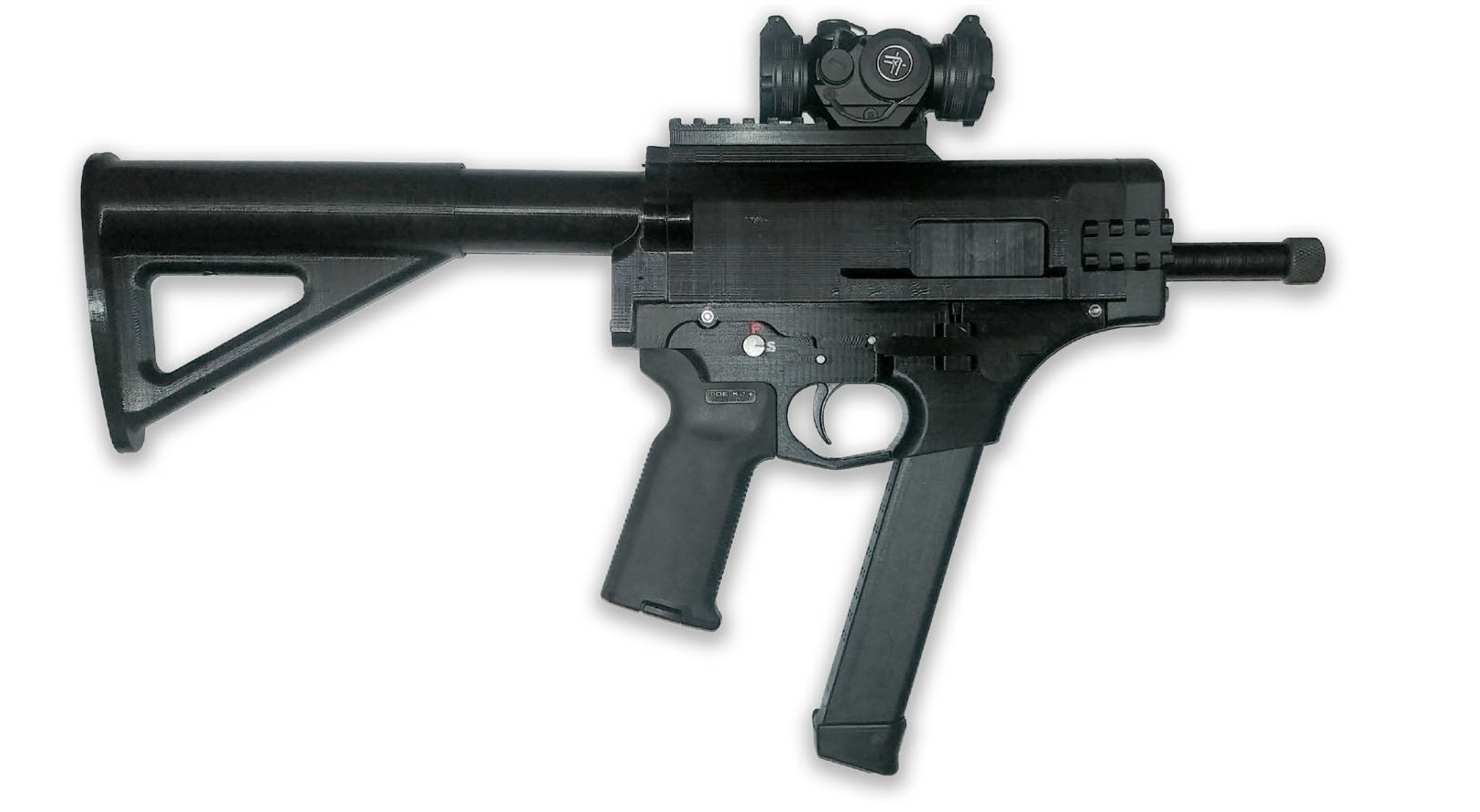
La FGC-9 es una carabina semiautomática de 9x19 mm desarrollada por primera vez en 2020.

En mayo de 2013, la empresa estadounidense Defense Distributed publicó los planes para la primera arma de fuego completa que cualquier persona con una impresora 3D de escritorio podría descargar y reproducir.  Defense Distributed también diseñó la primera generación de receptores y cargadores de rifle tipo AR-15 impresos en 3D. Ante estas primeras publicaciones en línea, el Departamento de Estado de los Estados Unidos solicitó la eliminación de los archivos del sitio web de la empresa, DEFCAD, considerando la actividad como una violación de la Ley de Control de Exportación de Armas. En 2015, Defense Distributed demandó al Departamento de Estado por motivos de libertad de expresión, y en 2018 el Departamento de Justicia llegó a un acuerdo, reconociendo el derecho estadounidense  de publicar instrucciones para la producción de armas de fuego impresas en 3D en línea.
La acción legal contra Defense Distributed inspiró la creación de comunidades adicionales descentralizadas de armas de fuego impresas en 3D, como FOSSCAD y Deterrence Dispensed, en 2019. Los miembros de estas comunidades en línea permanecen en el anonimato y suelen estar ubicados en jurisdicciones fuera de los Estados Unidos.
En el año 2013, la empresa texana Solid Concepts llevó a cabo una demostración de una versión impresa en 3D de una pistola M1911 fabricada en metal, utilizando una impresora 3D industrial. En 2014, la empresa neozelandesa Oceania Defence presentó supresores de titanio impresos en 3D que son un 50% más ligeros que los convencionales.
La Grizzly, un rifle calibre .22 impreso en 3D creado alrededor de agosto de 2013, fue fabricada utilizando una impresora Stratasys Dimension 1200es.  Fue desarrollada por un ciudadano canadiense conocido por el seudónimo "Matthew", quien reveló a The Verge que tenía alrededor de 20 años, y su ocupación principal era la fabricación de herramientas para la industria de la construcción. La versión original de la Grizzly disparaba un solo proyectil antes de romperse. La Grizzly 2.0 logró disparar catorce balas antes de sufrir daños debido a la tensión. 
En octubre de 2020, se creó otro rifle calibre 9 mm impreso en 3D conocido como el " FGC-9 ". Se informa que puede fabricarse en 2 semanas con herramientas que suman un costo de $500. Un segundo modelo fue posteriormente creado en abril de 2021. 

## Efecto sobre el control de armas
Después de que Defense Distributed lanzara su primera generación de archivos, los medios de comunicación mundial cuestionaron los efectos que la impresión 3D y el mecanizado CNC a nivel de consumidor tendrían en las leyes internacionales de control de armas.
El Departamento de Seguridad Nacional de los Estados Unidos y el Centro Conjunto de Inteligencia Regional publicaron un memorando que afirmaba: "Avances significativos en las capacidades de impresión tridimensional (3D), la disponibilidad de archivos digitales gratuitos para componentes de armas de fuego y la dificultad para regular el intercambio de archivos pueden presentar riesgos para la seguridad pública por parte de personas no calificadas que obtengan o fabriquen armas impresas en 3D", y que "la legislación propuesta para prohibir la impresión en 3D de armas puede disuadir, pero no prevenir completamente su producción. Incluso si la práctica está prohibida por nueva legislación, la distribución en línea de estos archivos digitales será tan difícil de controlar como cualquier otro intercambio ilegal de archivos de música, películas o software".
A nivel internacional, donde por lo general existen controles de armas más estrictos que en los Estados Unidos, algunos comentaristas han sugerido que el impacto de la tecnología de impresión 3D en la fabricación de armas podría ser más significativo. Esto se debe a que las alternativas en armamento no son tan fácilmente accesibles. Funcionarios europeos han señalado que la producción de una pistola impresa en 3D sería ilegal según sus leyes de control de armas, y han observado que los criminales tienen acceso a otras fuentes de armas. No obstante, han destacado que a medida que la tecnología mejora, los riesgos asociados podrían aumentar. Se registraron descargas significativas de los planes en el Reino Unido, Alemania, España y Brasil.
Intentar restringir la distribución por Internet de planes de armas ha sido comparado con la futilidad de prevenir la amplia distribución de DeCSS, que permitía la extracción de DVD. Después de que el gobierno de los Estados Unidos obligara a Defense Distributed a retirar los planes, estos seguían estando ampliamente disponibles a través de The Pirate Bay y otros sitios de intercambio de archivos. Algunos legisladores estadounidenses han propuesto regulaciones sobre impresoras 3D para evitar su uso en la impresión de armas. Los defensores de la impresión 3D han sugerido que tales regulaciones serían inútiles, podrían perjudicar a la industria de la impresión 3D y podrían infringir los derechos de libertad de expresión.
El pionero en impresión 3D, el profesor Hod Lipson , sugirió que en lugar de intentar controlar la impresión 3D de armas, se podría considerar el control de la pólvora.
Chelsea Parsons, del Center for American Progress, abogó por contramedidas técnicas diseñadas para evitar que los propietarios impriman armas. La constelación EURion se utiliza de manera similar para evitar que las fotocopiadoras a color produzcan moneda falsa, y el Sistema de Disuasión de Falsificaciones se utiliza en software de edición de imágenes.
En 2022, la impresión 3D condujo a la proliferación del interruptor Glock, que convierte una pistola Glock en un arma de fuego de disparo selectivo. La ATF comentó en febrero de 2023 que se encontraban Glocks convertidos "de manera semanal".

## Estatus legal

### Australia
En Australia, la ley estatal de Nueva Gales del Sur penaliza la posesión de planes y archivos digitales para imprimir armas en 3D según la Sección 51F de la Ley de Armas de 1996.  En un caso en 2015, se encontró un arma de fuego impresa en 3D cargada durante un allanamiento policial en un laboratorio de metanfetaminas. 
En otro caso en febrero de 2017, Sicen Sun fue arrestado por cargos relacionados con armas imprimibles en 3D. Durante el juicio en diciembre de 2017, se declaró culpable de cargos que incluían poseer un diseño digital para la fabricación de armas de fuego, fabricar una pistola sin permiso de licencia y poseer una pistola no autorizada. En una audiencia de sentencia el 6 de agosto de 2018, Sun le dijo al tribunal que inicialmente quería replicar un arma del videojuego Halo y, al buscar planos en línea, descargó planes para otras armas que le parecieron "geniales". Sun había publicado previamente un anuncio en Internet para vender una de sus armas de imitación por "$1 millón negociable" en un grupo de compra, venta e intercambio de Facebook, lo que desencadenó la investigación.

### Canadá
El Código Penal Canadiense establece como delito que una persona fabrique (o ofrezca fabricar) cualquier arma de fuego o munición sabiendo que no está autorizada para hacerlo según las leyes o regulaciones canadienses. Las autorizaciones para fabricar pueden obtenerse, por ejemplo, como una capacidad adjunta a una licencia comercial de armas de fuego. El gobierno canadiense ha afirmado además que "independientemente del método de fabricación, se requiere una licencia comercial para producir un arma de fuego". Al menos dos casos separados durante el año 2020 han resultado en cargos relacionados con la impresión en 3D de armas de fuego.

### Alemania
El tiroteo en la sinagoga de Halle ganó notoriedad particular por el uso de armas improvisadas por parte del perpetrador. Una de las armas que llevó consigo (aunque no la utilizó) tenía un diseño híbrido en el que el receptor inferior estaba impreso en 3D, y también llevaba cargadores impresos en 3D. También había fabricado varias armas más impresas en 3D que no llevó consigo. Esto generó preguntas sobre el estado legal de dichas armas, aunque el consenso en la mayoría de los partidos representados en el Bundestag fue que no sería necesario introducir legislación adicional, ya que la ley de armas alemana actual prohíbe explícitamente la fabricación no autorizada de armas de fuego, independientemente del método utilizado.

### Italia
Las armas de fuego impresas en 3D en Italia están sujetas a las mismas leyes que las armas típicas fabricadas por armeros, requiriendo únicamente una licencia, siempre y cuando las armas se mantengan dentro de los límites legales. En noviembre de 2021, se informó que en Nápoles y otras áreas de Campania, la Camorra local ha comenzado a utilizar armas y municiones impresas en 3D debido a su fácil acceso y para venderlas a otras pandillas. Esto se descubrió a través del hallazgo de videos e imágenes en un iPhone incautado que mostraban dichas armas. 

### Japón
En Japón, en mayo de 2014, Yoshitomo Imura fue la primera persona en ser arrestada por poseer armas impresas. Imura tenía cinco armas, dos de las cuales podían disparar, pero no tenían munición. Anteriormente, Imura había publicado planos y vídeos de sus revólveres Zig Zag en Internet, lo que desencadenó la investigación. 

### Singapur
El gobierno de Singapur aprobó una ley en enero de 2021 que tipifica como delito la posesión, por parte de cualquier individuo en Singapur, de un diseño digital de un arma de fuego o una parte de la misma sin licencia, según la Ley de Control de Armas, Explosivos y Armas.

### Reino Unido
En el Reino Unido, la Ley de Armas de Fuego de 1968 prohíbe la fabricación de armas de fuego y piezas de armas sin la aprobación del gobierno. Por lo tanto, las armas impresas en 3D están de facto prohibidas porque la ley prohíbe toda fabricación, independientemente del método. Sin embargo, el Ministerio del Interior actualizó su Guía sobre la Ley de Licencias de Armas de Fuego para mencionar específicamente la prohibición de las armas impresas en 3D. 
En junio de 2019, Tendai Muswere, de 26 años, se convirtió en la primera persona en el Reino Unido acusada de fabricar un arma con una impresora 3D. El arma en cuestión, que él afirma que era simplemente una réplica para una película distópica en la que estaba trabajando, se encontró durante un allanamiento tras denuncias de que cultivaba y vendía cannabis. Inicialmente, en octubre de 2017, afirmó que solo estaba imprimiendo modelos similares a armas de fuego, sin embargo, en febrero de 2018, después de otro allanamiento, se descubrió que su intención era fabricar un arma de fuego funcional, según su historial de navegación y algunos componentes de armas de fuego encontrados en su casa, junto con pólvora casera.

### Estados Unidos
Bajo la Ley de Armas Indetectables, cualquier arma de fuego que no pueda ser detectada por un detector de metales es ilegal de fabricar, por lo que los diseños legales de armas de fuego, como el Liberator, requieren que se inserte una placa de metal en el cuerpo impreso. La Ley fue renovada por cinco años en 1998, y por diez años en 2003 y 2013. El tema de las armas impresas en 3D atrajo tanta atención que en 2014, Netflix lo incluyó en su documental "Print the Legend", una película sobre la importancia de la tecnología de impresión 3D. 
La empresa Defense Distributed, fundada por Cody Wilson, comenzó a publicar planos de armas impresas en 3D en Internet en 2013. La  Administración Obama decidió enmendar el Reglamento de Tráfico Internacional de Armas para incluir las armas impresas en 3D en 2015. Con estos cambios en vigor, la Dirección de Controles de Tráfico de Defensa del Departamento de Estado de los Estados Unidos ordenó a Defense Distributed que eliminara los planes, ya que no estaba autorizada para exportarlos. Varios tribunales federales fallaron en el caso Defense Distributed v. United States Department of State, alegando que las regulaciones violaban la Primera y Segunda Enmienda a la Constitución de los Estados Unidos. El Departamento de Estado resolvió el caso otorgando una licencia de exportación a Defense Distributed, prevaleciendo a pesar de las demandas de varios estados para evitarlo.
El 1 de agosto de 2018, el Tribunal de Distrito de EE. UU. bloqueó la republicación en línea del diseño en 3D de armas de fuego debido al potencial riesgo para el público. En enero de 2020, la  Administración Trump publicó un cambio normativo para excluir los planos de armas de fuego impresas en 3D de la lista de municiones y transferir la autoridad administrativa sobre ellos al Departamento de Comercio. Un juez del Tribunal de Distrito de EE. UU. bloqueó el cambio normativo por motivos procesales en marzo de 2020, pero el Tribunal de Apelaciones del Noveno Circuito revocó esa decisión en abril de 2021. Como resultado, la publicación en línea de planos para armas de fuego impresas en 3D ahora requiere una licencia conforme a las Regulaciones de Administración de Exportaciones emitidas por la Oficina de Industria y Seguridad.
Las leyes relacionadas con la fabricación, venta y posesión de armas de fuego generalmente se aplican a las armas de fuego impresas en 3D. Algunas leyes estatales y locales se aplican de manera más específica a las armas de fuego impresas en 3D:
- California requiere (según una ley de 2018) que las armas caseras tengan incorporada una pequeña pieza de acero inoxidable con un número de serie emitido por el Departamento de Justicia de California, y se aplican regulaciones con respecto a clases de seguridad y verificaciones de antecedentes. [11]
- Massachusetts prohíbe las armas "ocultas", definidas como aquellas que no pueden encontrarse con detectores de metales o que se asemejan a otros objetos. La fiscal general Maura Healey afirma que esta regla "prohíbe" las armas impresas en 3D, [12] lo cual es dudoso considerando que la mayoría contiene metal.
- Nueva Jersey restringe la fabricación de armas impresas en 3D y la distribución de planos a fabricantes de armas de fuego con licencia. En 2018, el fiscal general de Nueva Jersey, Gurbir Grewal, envió una de cese y desistimiento a Defense Distributed ordenándole que no distribuyera sus planes a personas en Nueva Jersey. La empresa presentó una demanda basada en la Primera Enmienda; hasta marzo de 2021, el caso Defense Distributed contra Gurbir Grewal había sido devuelto a un tribunal de distrito después de que tribunales superiores resolvieran problemas de jurisdicción. [13]
- Filadelfia prohibió la fabricación y posesión de armas impresas en 3D en noviembre de 2013. [11]

En la actualidad, no está prohibido a nivel federal por ley la fabricación de armas de fuego para uso personal en los Estados Unidos, siempre y cuando la intención no sea producir el arma con el propósito de venderla o transferirla, y cumpla con algunos requisitos básicos. Se requiere una licencia para fabricar armas de fuego con el fin de venderlas o distribuirlas. La ley prohíbe a una persona ensamblar un rifle o escopeta semiautomática no deportiva a partir de 10 o más piezas importadas, así como armas de fuego que no puedan ser detectadas por detectores de metales o máquinas de rayos X. Además, la fabricación de un arma de fuego NFA requiere el pago de un impuesto y la aprobación previa de la ATF.